# Cosmopolitan Soccer League
Cosmopolitan Soccer League (ou CSL) é uma liga de futebol semi-profissional disputada por times da Região Metropolitana de Nova Iorque, nos Estados Unidos. Fundada em 1923, é uma das ligas mais antigas ainda em atividade nos Estados Unidos. A liga é uma das ligas afiliadas à United States Adult Soccer Association. Por fazer parte da USASA, seus participantes estão aptos a participar da Lamar Hunt US Open Cup.

## História
A liga foi fundada em 1923 com o nome de German American Soccer League, pelo fato de ter sido fundada por um grupo de imigrantes alemães. Em sua temporada de estreia, apenas cinco clubes participaram, aumentando o número para nove no ano posterior. Em 1927 muda seu nome para German American Football Association (GAFA). Mudou de nome para o atual em decorrência da Segunda Guerra Mundial. Era uma das principais ligas americanas antes da NASL, que quando foi fundada, fez cair consideravelmente o público da competição.

### US Open Cup
Antes da Major League Soccer e da North American Soccer League, a US Open Cup tirava os times participantes das ligas regionais, sendo a Cosmopolitan uma das principais. Alguns dos maiores vencedores da competição vieram da Cosmopolitan, como o Greek American AA com quatro títulos e o New York Pancyprian-Freedoms, com três títulos.

### New York Cosmos
O time mais notório a disputar a competição foi o New York Cosmos, que começou no futebol profissional disputando a competição em 1971.

## Times
Essa é uma lista dos times que disputaram a competição na temporada 2016-2017.

### Divisão 1
- Cedar Stars Academy
- Doxa FC
- Lansdowne Bhoys FC
- Manhattan Celtic
- New York Athletic Club
- New York Greek American
- New York Pancyprian-Freedoms
- Polonia SC
- Shamrock SC
- Zum Schneider FC 03

### Divisão 2
- Beyond FC
- Brishna
- CD Iberia
- Central Park Rangers Reds
- Central Park Rangers Whites
- City International FC
- FC Japan
- FC Spring Valley
- Hoboken FC 1912
- Inter New York SA
- Manhattan Kickers
- New York Ittihad FC
- New York Ukrainians
- NYPD FC
- Panatha USA
- Sporting Astoria SC
- Stal Mielec NY

### Divisão Metro 1
- Deportivo Sociedade New York
- Gotham Argo
- Korabi SC
- Lansdowne Bhoys Metro
- Mola SC
- New York Croatia
- NYFC Iliria
- Ridgewood Romac SC
- Shamrock SC 1960
- Williamsburg International FC

### Divisão Metro 2
- AO Brooklyn
- BW Gottschee
- Barnstonworth Rovers Metro
- Beyond FC Metro
- Brooklyn Bound SC
- Deportivo Sociedade New York 2
- Deportivo Sociedade New York 3
- Flushing FC
- Homenetmen of NY
- Missile FC
- Mr Dennehy's FC
- New York Galicia
- NYC Afghanistan FC
- NYC Metro Stars
- New York United FC
- Richmond County FC
- SC Eintracht
- SS Lazio
- Williamsburg International FC 2